# 한큐 교토 본선
교토 본선(일본어: 京都本線)은 일본 오사카부 오사카시 요도가와구의 쥬소 역과 교토부 교토시 시모교구의 교토카와라마치 역을 잇는 한큐 전철의 철도 노선이다. 교토 본선 자체 또는 지선을 포함해서 교토 선으로도 불린다. 일반적으로 교토 선을 가리킬 때는 오사카우메다 역 - 교토카와라마치 역 구간을 가리킨다.

## 운행 형태
교토 본선의 기점은 주소 역이지만, 게이한 본선과 마찬가지로 오사카 방면 열차가 하행이고 교토 방면 열차가 상행으로 표시된다. 반면, 다카라즈카 본선과 고베 본선은 오사카 방면이 상행으로 표시된다. 또 교토 본선은 나카쓰 역에 플랫폼이 없기 때문에 모든 열차가 통과한다. 한편, 중간의 아와지 역에서 같은 회사의 센리 선과 평면교차하며, 센리 선에 직통하는 열차가 다수 운행한다. 직통 열차는 우메다-아와지-센리 선 방면을 운행하는 열차와, 가와라마치-아와지-센리 선 방면을 운행하는 열차로 나뉘며, 후자는 오사카 시 교통국 지하철 사카이스지 선에 직통 운전한다.
시각표는 패턴 다이어로 구성되며, 평시에는 10분 주기로, 출퇴근 시간대에는 20분 주기로 운행한다. 차량은 8량 편성을 기본으로 하여 7량이나 10량 편성의 열차도 운행한다. 주말에 운행하는 쾌속특급이나 임시열차인 직통특급은 6량 편성으로 운행한다.

### 쾌속특급
2011년 5월부터 운행을 시작한 열차로, 주말 및 공휴일에 교토로 가는 관광 수요를 노리고 설정되었다. 2011년 5월부터 '쾌속특급A 쿄 트레인', 2019년 3월부터 '쾌속특급 쿄 트레인 가라쿠' 열차가 운행 중이며 우메다-교토 카와라마치 구간에 1일 7왕복 운행한다. 정차역은 쥬소 역(쿄 트레인 가라쿠만 정차), 아와지 역, 가쓰라 역, 가라스마 역에 정차한다. 차량은 6량 편성으로 실내를 개조한 6300계 '쾌속특급A 교토 레인'(일본어: 京とれいん), 7000계 '쾌속특급 교토 레인 가라쿠'가 사용된다. 6300계는 115 km/h 운행을 못 하기 때문에, 특급보다 정차역이 적지만 걸리는 시간은 약간 더 길다. 또, 특급이 출발하고 2분 후에 출발하는데도 중간에 특급열차를 추월하지 않기 때문에, 특급이 정차하는 이바라키시 역, 다카쓰키시 역, 나가오카텐진 역을 통과할 때는 특급열차와 충돌하지 않도록 서행 운행한다. 쾌속특급은 특급과 마찬가지로 별도 요금 없이 승차권만으로 탈 수 있다.
최근 오사카, 교토 지역의 코로나바이러스-19 감염증에 의한 긴급사태선언으로 인하여 쾌속특급 열차의 운행이 잠시 중단되었으며 긴급사태선언이 해제되면 운행을 재개할 것으로 보인다.

### 특급
평시에는 가장 빠른 열차로, 승차권만 있으면 탈 수 있다. 평일 낮부터 저녁까지, 주말에는 주로 7시부터 22시까지 운행한다. 기본적으로 10분 간격으로 운행하지만, 야간에는 15분 간격으로 벌어질 때도 있다. 전 구간을 가는데 43분에서 47분이 걸리며, 주말 21시대에 운행하는 열차는 42분 걸린다. 최고 운행 속도는 시속 115km이다.
중간에 쥬소 역, 아와지 역, 이바라키시 역, 타카츠키시 역, 나가오카텐진 역, 카츠라 역, 가라스마 역에 정차한다. 과거에는 쥬소 역, 오미야 역, 가라스마 역에만 정차하여, 중간역은 모두 통과했다.
차량은 8량 편성으로, 원칙적으로는 9300계 차량이 사용된다. 이 외에도 1300계. 8300계, 7300계 차량도 사용되나, 모두 원핸들 마스콘을 달았다는 것이 특징이다.
평일에는 우메다부터 5번째 차량이 여성 전용차로 지정된다. 그러나 9300계가 아닌 경우에는 여성 전용차가 지정되지 않는다.

### 통근특급
2001년부터 운행을 시작했다. 평일 아침과 저녁부터 막차까지 특급 대신 운행한다. 중간에 주소 역, 이바라키시 역, 다카쓰키시 역, 나가오카텐진 역, 가쓰라 역, 사이인 역, 오미야 역, 가라스마 역에 정차한다. 교토 쪽에 특급보다 많이 정차하는 대신 아와지 역을 통과한다. 최고 운행 속도는 시속 115km이다.
차량은 기본적으로 9300계가 사용되며, 특급과 마찬가지로 여성 전용차가 지정된다. 매년 7월 교토에서 기온마쓰리가 열릴 때는 심야에 하행이 추가 운행한다.
특급과 마찬가지로 정차역이 증가하고 있어, 하위 등급과의 차이가 줄어들고 있다. 2010년에 이바라키시 역에 정차하게 된 이후로, 바로 아래 등급인 쾌속급행과의 정차역 차이는 아와지 역만 남게 되었다.

### 쾌속급행
2001년에 기존 급행을 대신하여 운행하기 시작한 것으로, 평일 아침과 야간에 운행된다. 정차역은 통근특급의 정차역에 아와지 역을 더한 것으로, 최고 운행 속도는 시속 110km이다. 특급이나 통근특급이 운행하지 않는 새벽이나 심야에는 가장 빠른 등급이다. 심야에 가와라마치 출발해 다카쓰키시 행 1회, 주말 새벽에 아와지 출발 우메다 행이 1회씩 운행한다.
9300계 차량으로 운행해도 여성 전용차는 지정되지 않는다. 기본적으로 8량 편성의 차량이 사용되지만, 아침에 오사카 방면으로 운행하는 열차는 10량 편성으로 운행하기도 한다. 10량 편성으로 운행할 때는 7300계나 8300계가 사용된다.
이 등급 역시 처음보다 정차역이 증가했지만, 모든 열차가 종착역에 가장 빨리 도착하도록 설정되어 있어, 과거의 급행보다 운행 시간은 줄어들었다.

### 쾌속
2010년 3월 14일부터 정기 열차로 운행하기 시작했다. 2013년 12월 21일 현재 평일에 한해 새벽에 하행 3회, 저녁에 상행 7회가 운행한다. 중간에 주소 역, 미나미카타 역, 아와지 역, 가미신조 역, 미나미이바라키 역, 이바라키시 역, 다카쓰키시 역, 나가오카텐진 역, 가쓰라 역, 사이인 역, 오미야 역, 가라스마 역에 정차한다. 우메다 역-다카쓰키시 역 구간은 준급과, 다카쓰키시 역-가와라마치 역 구간은 쾌속급행과 정차역이 같다. 저녁 상행 열차는 가와라마치 역에 가장 빨리 도착하도록 설정되어, 통근특급이나 쾌속급행으로 승객이 몰리는 것을 방지하도록 유도했다.
전 열차가 8량 편성으로 운행하며, 기본적으로 9300계로 운행하지만 1300계, 7300계, 8300계로 운행하기도 한다. 여성 전용차는 지정되지 않는다.

### 준급
2007년에 급행이 폐지된 대신 운행하기 시작한 열차로, 거의 하루 종일 운행한다. 전 구간에 걸쳐 운행하지만, 평일 야간에 우메다 출발 다카쓰키시 행 2회, 우메다 출발 가쓰라 행이 1회씩 운행한다. 정차역은 우메다 역-다카쓰키시 역 구간은 쾌속과 같지만, 다카쓰키시 역부터는 모든 역에 정차한다. 평시에는 7량 또는 8량 편성의 열차로 운행한다.
쾌속 이상의 등급과 접속하는 역이 상하행이 달라서, 상행은 다카쓰키시 역에서, 하행은 이바라키시 역에서 접속한다. 이 외에도 가쓰라 역과 나가오카텐진 역에서는 상하행 모두 상위 등급과 접속한다.
한편, 1982년부터 2001년까지도 준급이 있었는데, 이 당시에는 가와라마치 역-아와지 역 구간에서 통과 운행하고 아와지 역-우메다 역 구간에서 모든 역에 정차했다.

### 사카이스지 준급
오사카 메트로 사카이스지 선 및 자사의 센리 선에 직통하는 열차로, 2007년 3월 17일에 사카이스지 급행과 사카이스지 쾌속급행 대신 운행하기 시작했다. 정차역은 가와라마치 역-아와지 역 구간은 준급과 같고, 아와지 역부터는 센리 선과 사카이스지 선 내에서 모든 역에 정차한다.
평일 아침에 가와라마치 출발 사카이스지 선 덴가차야 행이 6회, 평일 저녁에는 덴카차야 출발 가와라마치 행이 7회씩 운행한다. 상행은 아와지 역에서 우메다 출발 보통열차에, 이바라키시 역 또는 다카쓰키시 역에서 통근특급에 접속한다. 주말 낮에는 덴가차야 역-가와라마치 역 구간에서 20분 간격으로 운행한다.
한편, 사카이스지 준급이라는 이름은 편의상 그렇게 부르는 것으로, 실제로는 준급으로 안내된다. 차량은 3300계, 5300계, 7300계, 8300계 8량 편성이 사용되며, 오사카 메트로의 차량은 사용되지 않는다.

### 보통
모든 역에 정차하는 열차로, 하루 종일 운행한다.
우메다 역-다카쓰키 역 구간을 운행하는 열차를 중심으로, 센리 선에 직통하는 열차도 다수 운행한다. 센리 선에 직통하는 열차는 우메다 역-아와지 역-센리 선 기타센리 역 구간에 운행하는 열차와, 사카이스지 선 덴가차야 역-센리 선-아와지 역-다카쓰키시 역 구간에 운행하는 열차가 운행한다. 우메다 역-아와지 역 구간과 아와지 역-다카쓰키시 역 구간은 센리 선에 직통하는 열차와 아닌 열차의 비율이 원칙적으로 1:1이다. 아와지 역에서 원하는 방향의 열차를 이용할 수 있도록 다이어를 구성하여 승객의 편의를 도모하고 있다.
또 아침이나 심야에 우메다 역-쇼자쿠 역 구간의 열차와, 저녁에 덴가차야 역-쇼자쿠 역·이바라키시 역(이바라키시 행만 운행) 구간을 운행하는 열차가 있으며, 아이카와 출발 덴가차야 행 열차도 있다. 이외에 시간대에 따라서 우메다 역-가쓰라 역 구간의 열차나, 덴가차야 출발 가와라마치 행 열차도 운행한다.
우메다 역에서 착발하는 열차는 7량 또는 8량 편성으로 운행하며, 덴가차야 역에서 착발하는 열차는 9300계가 아닌 8량 편성의 차량이나 오사카 메트로 66계가 사용된다.

## 역 목록
| 역 번호 | 역 이름             | 일본어 이름  | 역 간 거리 (km) | 영업 거리 | 영업 거리 | 접속 노선 | 소재지   | 소재지       | 소재지           |
| ------- | ------------------- | ------------ | --------------- | --------- | --------- | --- | -------- | ------------ | ---------------- |
| HK 01   | 오사카 우메다       | 大阪梅田     | 2.4             | 2.4       | 0.0       | 한신 전기 철도 본선 오사카 시 교통국 지하철 미도스지 선 (우메다 역 : M 16) 오사카 시 교통국 지하철 다니마치 선 (히가시우메다 역 : T 20) 오사카 시 교통국 지하철 요쓰바시 선 (니시우메다 역 : Y 11) 서일본 여객철도 도카이도 본선 (JR 교토 선 · JR 고베 선 · JR 다카라즈카 선) 오사카 순환선 (오사카역), JR 도자이 선 (기타신치역) | 오사카부 | 오사카시     | 기타구           |
| HK 03   | 쥬소                | 十三         | -               | 0.0       | 2.4       | 한큐 전철 다카라즈카 본선 · 고베 본선 | 오사카부 | 오사카시     | 요도가와구       |
| HK 61   | 미나미카타          | 南方         | 1.9             | 1.9       | 4.3       | 오사카 시 교통국 지하철 미도스지 선 (니시나카지마미나미가타 역 : M 14) | 오사카부 | 오사카시     | 요도가와구       |
| HK 62   | 소젠지              | 崇禅寺       | 1.3             | 3.2       | 5.6       | | 오사카부 | 오사카시     | 히가시요도가와구 |
| HK 63   | 아와지              | 淡路駅       | 1.0             | 4.2       | 6.6       | 한큐 전철 센리 선 (일부 직통 운전) | 오사카부 | 오사카시     | 히가시요도가와구 |
| HK 64   | 카미신조            | 上新庄       | 2.1             | 6.3       | 8.7       | | 오사카부 | 오사카시     | 히가시요도가와구 |
| HK 65   | 아이카와            | 相川駅       | 0.9             | 7.2       | 9.6       | | 오사카부 | 오사카시     | 히가시요도가와구 |
| -       | 히가시스이타 신호소 | 東吹田信号所 | 1.1             | 8.3       | 10.7      | | 오사카부 | 스이타시     | 스이타시         |
| HK 66   | 쇼자쿠              | 正雀         | 1.1             | 9.4       | 11.8      | | 오사카부 | 셋츠시       | 셋츠시           |
| HK 67   | 셋츠시              | 摂津市       | 1.5             | 10.9      | 13.3      | | 오사카부 | 셋츠시       | 셋츠시           |
| HK 68   | 미나미이바라키      | 南茨木       | 2.0             | 12.9      | 15.3      | 오사카 고속 철도 오사카 모노레일 선 (19) | 오사카부 | 이바라키시   | 이바라키시       |
| HK 69   | 이바라키시          | 茨木市       | 1.9             | 14.8      | 17.2      | | 오사카부 | 이바라키시   | 이바라키시       |
| HK 70   | 소지지              | 総持寺       | 1.4             | 16.2      | 18.6      | | 오사카부 | 이바라키시   | 이바라키시       |
| HK 71   | 톤다                | 富田         | 1.1             | 17.3      | 19.7      | | 오사카부 | 타카츠키시   | 타카츠키시       |
| HK 72   | 타카츠키시          | 高槻市       | 3.3             | 20.6      | 23.0      | | 오사카부 | 타카츠키시   | 타카츠키시       |
| HK 73   | 칸마키              | 上牧         | 4.3             | 24.9      | 27.3      | | 오사카부 | 타카츠키시   | 타카츠키시       |
| HK 74   | 미나세              | 水無瀬       | 0.8             | 25.7      | 28.1      | | 오사카부 | 미시마군     | 시마모토정       |
| HK 75   | 오오야마자키        | 大山崎       | 2.0             | 27.7      | 30.1      | | 교토부   | 오토쿠니군   | 오야마자키정     |
| HK 76   | 니시야마텐노잔      | 西山天王山   | 2.5             | 30.2      | 32.6      | | 교토부   | 나가오카쿄시 | 나가오카쿄시     |
| HK 77   | 나가오카텐진        | 長岡天神駅   | 1.5             | 31.7      | 34.1      | | 교토부   | 나가오카쿄시 | 나가오카쿄시     |
| HK 78   | 니시무코            | 西向日       | 1.9             | 33.6      | 36.0      | | 교토부   | 무코시       | 무코시           |
| HK 79   | 히가시무코          | 東向日       | 1.4             | 35.0      | 37.4      | | 교토부   | 무코시       | 무코시           |
| HK 80   | 라쿠사이구치        | 洛西口       | 1.3             | 36.3      | 38.7      | | 교토부   | 교토시       | 니시쿄구         |
| HK 81   | 카츠라              | 桂           | 1.7             | 38.0      | 40.4      | 한큐 전철 아라시야마 선 | 교토부   | 교토시       | 니시쿄구         |
| HK 82   | 니시쿄고쿠          | 西京極       | 2.1             | 40.1      | 42.5      | | 교토부   | 교토시       | 우쿄구           |
| HK 83   | 사이인              | 西院         | 1.8             | 41.9      | 44.3      | 게이후쿠 전기 철도 아라시야마 본선 (A 02) | 교토부   | 교토시       | 우쿄구           |
| HK 84   | 오오미야            | 大宮         | 1.4             | 43.3      | 45.7      | 게이후쿠 전기 철도 아라시야마 본선 (시조오미야 역 : A 01) | 교토부   | 교토시       | 나카교구         |
| HK 85   | 가라스마            | 烏丸         | 1.1             | 44.4      | 46.8      | 교토 시 교통국 지하철 가라스마 선 (시조역 : K 09) | 교토부   | 교토시       | 시모교구         |
| HK 86   | 교토카와라마치      | 京都河原町   | 0.9             | 45.3      | 47.7      | 게이한 전기 철도 게이한 본선 (기온시조 역 : KH 39) | 교토부   | 교토시       | 시모교구         |

1. ↑  '쾌속특급A 쿄 트레인'은 왕복 3회, '쾌속특급 쿄 트레인 가라쿠'는 왕복 4회 운행.